# 이성배 (아나운서)
이성배(1981년 7월 16일 ~ )는 대한민국의 아나운서로 전 MBC 아나운서 소속이다.

## 학력
- 2000년 ~ 2007년 경희대학교 신문방송학, 경영학 학사

## 수상
- 2004년 전국 대학생 프레젠테이션 경진대회 동상
- 2004년 경희대학교 총장배 창업경진대회 장려상

## 경력
| 연도             | 사항                                                           |
| ---------------- | -------------------------------------------------------------- |
| 2005~2006        | 제일기획 PR팀 인턴(2006년 동계 올림픽 담당)                    |
| 2006~2008        | 삼성전자 (한국총괄 IT 마케팅팀 싱크마스터 IMC)                 |
| 2010             | 제16회 광저우 아시안 게임 캐스터                               |
| 2009~2025.4      | MBC 공채 아나운서                                              |
| 2020.5~2022.12.4 | MBC 콘텐츠시너지 사업국&경영본부                               |
| 2023.7~          | 한국데이터정보사회연구소 이사장                                |
| 2025.4~2025.4    | 국민의힘 홍준표 제21대 대통령 선거 경선후보 무대홍 캠프 대변인 |
| 2025.5~2025.6    | 제21대 대통령 선거 국민의힘 김문수 대통령 후보 대변인단 대변인 |

## 방송 활동

### TV
- TV 속의 TV (MBC)
- 섹션TV 연예통신 (MBC)
- 스포츠 매거진 (MBC)
- 경제매거진 M (MBC)
- 생방송 오늘 아침 (MBC), (2012년 10월 8일 ~ 2017년 8월 11일)
- 명품여행 지금 그곳에 가면 (MBC)
- 야구 읽어주는 남자 (MBC)
- 휴먼다큐 사람이 좋다 (MBC) - 내레이션
- 생방송 금요와이드 (MBC)
- 불만제로 UP (MBC)
- MBC 정오뉴스 (MBC), (2012년 10월 8일 ~ 2013년 3월 15일)
- 위대한 유산 아리랑 (MBC)
- 일밤 진짜 사나이 (MBC) (대한민국 해병대 1201기)
- 일밤 복면가왕 (MBC) (리우올림픽 마스코트 비니시우스)
- MBC 스페셜 699회 : 세기의 대결 이세돌vs알파고 (MBC) - 내레이션
- MBC 스페셜 705회 : 한국에 돌고래가 산다 (MBC) - 내레이션
- MBC 2시 뉴스외전 (서브진행 - 2024년 3월 4일 ~ 2024년 7월 19일)
- MBC 뉴스특보 (2024년 7월 1일, 2024년 12월 4일)
- MBC 5시 뉴스와 경제 임시 진행 (2024년 11월 25일 ~ 2024년 11월 29일, 2025년 1월 7일 ~ 2025년 1월 10일, 2025년 2월 10일 ~ 2월 14일)
- 12 MBC 뉴스 (2025년 2월 24일 ~ 2025년 4월 11일)

### 라디오
- 비포 선라이즈 이성배입니다 (MBC FM4U), (2014년 11월 17일 ~ 2015년 11월 15일)
- 세상을 여는 아침 이성배입니다 (MBC FM4U)
- MBC 표준FM 《MBC 저녁앤뉴스》(2022년 12월 5일 ~ 2023년 12월 29일)